# Ribeirão Samambaia (vattendrag i Brasilien, lat -16,48, long -47,48)
Ribeirão Samambaia är ett vattendrag i Brasilien. Det ligger i den sydöstra delen av landet, 90 km sydost om huvudstaden Brasília.
Omgivningarna runt Ribeirão Samambaia är huvudsakligen savann. Runt Ribeirão Samambaia är det glesbefolkat, med 8 invånare per kvadratkilometer.